# 2-حمض هيدروكسيوليك
2-حمض هيدروكسيوليك هو حمض كربوكسيلي ذو سلسلة خطية تحتوي على ثمانية عشر ذرة كربون، صيغته الكيميائية هي {\displaystyle {\ce {C18H34O3}}}. في الكيمياء الحيوية يعتبر من الأحماض الدهنية.
تمَّ عزله لأول مرة من زيت البذور في عام 1975 بواسطة إم بي بوهانون ور. كليمان من سالفيا نيلوتيكا. له نشاط مضاد للأورام. وهو محفز لإيقاف الدورة الخلوية وموت الخلايا المبرمج في العديد من الخلايا السرطانية، بما في ذلك الورم الأرومي الدبقي وسرطان الدم وسرطان الثدي وسرطان القولون. فهو يزيد من مستويات السفنغوميلين في أغشية الخلايا السرطانية، والتي تُظهِر عادةً انخفاضاً في محتواها، وهو يعيد تشكيلها؛ لتحقيق قيمٍ مماثلةٍ مقارنةً بالخلايا الطبيعية. ليس للمركب أي تأثير على مستويات السفنغوميلين في الخلايا غير السرطانية.